# Me 264轟炸機
梅塞施密特Me 264是德國在第二次世界大戰時研發的四引擎長程重型轟炸機及偵察機，設計目標是能夠自德國飛越大西洋轟炸美國本土（主要是紐約），在1942年12月23日進行首飛，但由於後期戰局惡化，計劃在1944年取消，以使梅塞施密特能集中資源製造戰鬥機。

## 開發歷史
1930年代後期，梅塞施密特著手進行P.1061長程偵察機的計劃，這個計劃另有使用二具DB 606s引擎的衍生型P.1062（一具DB 606s就是二具DB 601結合起來），1941年受命建造六架P.1061原型機，並編號為Me 264，後來縮減為三架。因應美國的參戰，帝國航空部提出了能夠自歐洲直抵美國的「美洲轟炸機」計劃（Amerika Bomber Projekt），希望得到更大型的六引擎、高載彈量機型，要求攜帶1000公斤炸彈時作戰半徑能達到2900公里，攜帶2000公斤炸彈時達到1600公里以上，最大速度可達時速540公里以上。據此，容克斯提出了Ju 390、福克-沃爾夫提出Ta 400，梅塞施密特則提出六引擎版的Me 264B。由於Ju 390能夠使用已用在Ju 290上的零組件，能縮短開發期而雀屏中選，Me 264一度被放棄。但海軍為了獲得新的長程海洋巡邏機，以取代原先的Fw 200，將目光放到Me 264上，於是建造中的二架Me 264原型機被修改為長程偵察機。
最早的原型機Me 264 V1在1942年12月23日完成首次試飛。1943年時，海軍因支持Ju 390而對Me 264失去興趣。1943年末，Me 264 V2在轟炸中遭到摧毀，Me 264 V1亦與1944年7月18日遭受空襲損壞而未修復。第三架原型機尚未完成就遭到空襲摧毀。1944年9月23日，Me 264計劃工作中止。

## 設計
Me 264是全金屬製，裝備四具發動機，機身截面為圓形，擁有與B-29類似的玻璃座艙。主翼為高單翼配置、小角度後掠的平直翼型，後段機身有兩片垂直尾翼，設置於水平尾翼末端。起落架為前三點式，巨大的主輪設置於主翼下的主起落架。為了增加載油量，自衛用的機槍與防彈裝甲較少，機槍設置在兩側並以遙控操作
一開始Me 264 V1搭載四具Jumo 211引擎，每具引擎有1340馬力（990千瓦），1943年下半改為1750馬力（1290千瓦）的BMW 801G引擎。V1完成時並沒有自衛武器與防彈裝備，V2加上了引擎與乘員的防彈設備，V3再搭載自衛武器。

## 規格
- 全長：21.3公尺
- 翼展：43公尺
- 全高：4.3公尺
- 翼面積：127.8平方公尺
- 空重：21,150公斤
- 標準重量：45,540公斤
- 最大起飛重量：56,000公斤
- 引擎：BMW801G/H
- 馬力：1,730馬力× 4
- 最大速度：560公里/時
- 巡航速度：350公里/時
- 最大航程：15,000公里
- 實用升限：8,000公尺
- 爬升率：120公尺/分
- 翼負荷：356公斤/平方公尺
- 武装：
  - 4×13公釐MG 131重機槍
  - 2×20公釐MG 151机炮
  - 3,000公斤炸彈
- 乘員8名